# Amfiblema
Amfiblema (lat. Amphiblemma) , biljni rod iz porodice melastomovki smješten u tribus Sonerileae. Raširen je po tropskoj Africi. Postoji 15 priznatih vrsta
Rod je opisan 1850.

## Vrste
1. Amphiblemma amoenum Jacq.-Fél.
2. Amphiblemma ciliatum Cogn.
3. Amphiblemma cuneatum Jacq.-Fél.
4. Amphiblemma cymosum Naudin
5. Amphiblemma gossweileri Exell
6. Amphiblemma hallei Jacq.-Fél.
7. Amphiblemma heterophyllum Jacq.-Fél.
8. Amphiblemma lanceatum Jacq.-Fél.
9. Amphiblemma letouzeyi Jacq.-Fél.
10. Amphiblemma mildbraedii Gilg ex Engl.
11. Amphiblemma molle Hook.f.
12. Amphiblemma monticola Jacq.-Fél.
13. Amphiblemma mvensis M.E.Leal
14. Amphiblemma setosum Hook.f.
15. Amphiblemma soyauxii Cogn.